# 31978 Jeremyphilip
31978 Jeremyphilip este un asteroid din centura principală de asteroizi.

## Descriere
31978 Jeremyphilip este un asteroid din centura principală de asteroizi. A fost descoperit pe 28 aprilie 2000 la Socorro, New Mexico, în cadrul proiectului LINEAR. Asteroidul prezintă o orbită caracterizată de o semiaxă mare de 2,37 ua, o excentricitate de 0,18 și o înclinație de 2,0° în raport cu ecliptica.